# Magellanov pingvin
Magellanov pingvin (znanstveno ime Spheniscus magellanicus) je južnoameriški pingvin, ki živi na obalah Argentine, Čila in Falklandskih otokov, nekateri pa se preselijo v Brazilijo, kjer jih občasno vidimo daleč na sever do Rio de Janeira. So najštevilčnejši pingvini rodu Spheniscus. Njegovi najbližji sorodniki so afriški, Humboldtov pingvin in Galapaški pingvini. Magellanov pingvin je dobil ime po portugalskem raziskovalcu Ferdinandu Magellanu, ki je leta 1520 opazil ptice. Vrsto je navedena kot potencialno ogrožena vrsta po IUCN. 

## Opis
Magellanovi pingvini so srednje veliki, zrastejo med 61-76 cm in tehtajo med 2,7 in 6,5 kg.  Samci so večji od samic in težji od obeh, medtem ko starši negujejo svoje mladiče.
Odrasli imajo črn hrbet in bel trebuh. Med glavo in prsmi sta dva črna trakova, spodnji pas v obliki obrnjene podkve. Glava je črna s širokim belim robom, ki teče za očmi, okrog črnih ušesnih mečic in brade in se združi na grlu. Piščanci in mlajši pingvini imajo sivo-modri hrbet, na prsih bolj bleščečo sivo-modro barvo. Magellanovi pingvini lahko preživijo do 25 let v naravi in kar 30 let v ujetništvu.
Mlade ptice imajo po navadi na svojih nogah prepleten vzorec, ki izginja, ko odraščajo. Do desetega leta starosti so njihove noge običajno črne.
Tako kot druge vrste pingvinov imajo magellanovi zelo toga krila za plavanje pod vodo.

## Prehrana
Magellanovi pingvini se hranijo v vodi s sipami, lignji, krilom in drugimi raki ter s svojim plenom zaužijejo tudi morsko vodo. Njihova supraorbitalna žleza izloča sol iz njihovih teles. Odrasli pingvini se lahko potopijo od 20 do 50 m globoko, da bi se hranili. Med vzrejno sezono imajo samci in samice podobne vzorce za prehrano in potapljanje kot tudi sestavo prehrane, vendar analize kostnega tkiva nakazujejo, da se prehrana razlikuje po sezoni, ko ni več omejitev, ki jo povzroča reja piščancev. 
Magellanovi pingvini ne doživljajo hudega pomanjkanja hrane, kot galapaški pingvini, ker imajo stalno oskrbo s hrano, ki je ob atlantski obali Južne Amerike. Prisotnost velike kontinentalne police v Atlantskem oceanu omogoča, da se Magellanovi pingvini krmijo daleč od svoje kolonije  vzrejne kolonije. 
Ugotovili so, da so meduze, vključno z rodom Chrysaora in Cyanea, aktivno iskali za prehrano, medtem ko so domnevali, da so jih samo naključno zaužili. Podobne ugotovitve so bile najdene v adelijskem pingvinu, rumenookem pingvinu (Megadyptes antipodes) in malem pingvinu (Eudyptula minor). 

## Vzreja
Magellanovi pingvini potujejo v velikih jatah, ko lovijo hrano. V paritveni sezoni se te ptice zbirajo v velikih gnezditvenih kolonijah na obali Argentine, južnega Čila in Falklandskih otokih, z gostoto 20 gnezd na 100  m2 Vzrejna sezona se začne s prihodom odraslih pingvinov v rejske kolonije v septembru in se razteza v konec februarja in marca, ko so piščanci dovolj zreli, da zapustijo kolonije. Ena največjih kolonij je na Punta Tombo. Gnezda so zgrajeni pod grmičevjem ali v brlogih. Izležejo se dve jajci. Inkubacija traja 39-42 dni, naloga, ki si jo starši delijo v 10 do 15-dnevnih izmenah. Oba starša skrbita za piščance po 29 dni in se hranita vsakih dva do tri dni. Običajno oba odrasteta, čeprav občasno vzgojijo samo ena piščanca. Za  uspešno šteje vzgoja povprečno 0,7 piščanca v obdobju vzreje.
Magellanovi pingvini postavijo jajca na topla mesta, kjer temperatura ostaja nad 20 ℃.
Samci in samice se menjavajo pri valjenju, saj se krmijo daleč stran od gnezd. Samci se vrnejo iz morja na dan, ko je drugo jajce položeno v inkubiranje. Drugo jajce je večinoma večje kot prvo jajce. Prvo je verjetnejše za preživetje, vendar se lahko pod nekaterimi pogoji uspešno vzgojita oba piščanca.
Magellanovi pingvini imajo iste partnerje vse življenje. Samec se vrne k svojemu brlogu iz  prejšnjega leta in počaka, da se znova poveže s svojo samico. Te običajno same prepoznajo svoje partnerje.

## Fiziološki odzivi
Na novo izvaljeni piščanci, ki jih obiskujejo turisti, kažejo odziv na stres z višjimi koncentracijami kortikosterona v krvi. Povišan kortikosteron škoduje razvoju mišične moči, rasti in imunski funkciji. 

## Status v divjini
Milijoni teh pingvinov še vedno živi na obalah Argentine in Čila, vendar je vrsta ogrožena, predvsem zaradi ranljivosti velikih vzrejnih kolonij za razlitje nafte, ki vsako leto ob obali Argentine pobije 20.000 odraslih in 22.000 mladičev. Da bi pomagali v boju proti razlitjem nafte, predstavniki živalskih vrtov z vsega sveta prihajajo in sprejmejo sirote in jih tam vzgajajo. Odgovoren je tudi padec populacije rib, pa tudi plenilci, kot so morski levi, veliki viharniki (Macronectes giganteus ) in morski leopardi (Hydrurga leptonyx), ki plenijo mladiče. Falklandski volk (Dusicyon australis), preden je izumrl, je tudi plenil pingvine.
Podnebne spremembe so razselile ribje populacije, zato morajo Magellanovi pingvini plavati 40 km od gnezda za ribami. Ker pingvini plavajo dlje, njihovi partnerji sedijo v gnezdu in stradajo. Kolonija, ki jo je spremljal profesor Univerze v Washingtonu P. Dee Boersma, približno 1600 km (južno od Buenos Airesa), se je v zadnjih 22 letih zmanjšala za več kot 20 odstotkov, pri čemer je 200.000 plemenskih parov poginilo. Nekateri mlajši pingvini zdaj premikajo svoje kolonije za vzrejo na sever, da so bližje ribam, vendar je v nekaterih primerih to na zasebnih, nezaščitenih zemljiščih. Kot posledica teh sprememb so znani pingvini, ki so bili izgubljeni ali zmedeni.  Trenutno 12 od 17 vrst pingvinov doživlja hiter upad populacije. Nedavna študija profesorja Dee Boersme je pokazala, da je večja neurja, ki jih povzročajo podnebne spremembe in vplivajo na vremenske vzorce, močno vplivajo na populacijo piščancev. Piščanci še nimajo vodoodpornega perja, zato je verjetneje, da bodo poginili zaradi hipotermije, ko bodo pri hudih nevihtah mokri. 
Povečana pogostost ekstremnih dogodkov, kot so nevihte, suša, temperaturni ekstremi in požari, povezani s podnebnimi spremembami, povečujejo razmnoževalno problematiko pri magellanovih pingvinih. 

## Zaščita
Vlada province Chubut v južni Argentini je zavezana ustvarjanju MPA (Marine protected area - morska zavarovana območja), da bi zaščitila pingvine in druge morske vrste v bližini največje vzrejne kolonije magellanovih pingvinov. Ustanovitev MPA bi verjetno izboljšala vzrejni uspeh kolonij ter povečala razpoložljivost plena, zmanjšala razdaljo med hranjenjem in povečala frekvenco le-tega.